# Louis-Édouard Rioult
Pour les articles homonymes, voir Rioult.
 (août 2017).
Si vous disposez d'ouvrages ou d'articles de référence ou si vous connaissez des sites web de qualité traitant du thème abordé ici, merci de compléter l'article en donnant les références utiles à sa vérifiabilité et en les liant à la section « Notes et références ».
Louis-Édouard Rioult, né à Montdidier, dans la Somme, le 26 octobre 1790 et mort le 9 mars 1855 à Paris, est un peintre romantique français.

## Biographie
Louis-Édouard Rioult ouvre un atelier rue Saint-Antoine, à Paris, que fréquente Théophile Gautier.
Son tableau Chactas au tombeau d'Atala, 1826, illustre un passage d'Atala, roman de François-René de Chateaubriand.

## Collections publiques
| Tableau | Titre                                                                                        | Date      | Dimensions     | Notes | Lieu de conservation                                          |
| ------- | -------------------------------------------------------------------------------------------- | --------- | -------------- | ----- | ------------------------------------------------------------- |
|         |                                                                                              |           |                |       |                                                               |
|         | L'Admiration mêlée de surprise                                                               | 1813      | 55 x 46 cm     |       | Paris, École nationale supérieure des beaux arts              |
|         | L’Effroi                                                                                     | 1814      | 55 x 46 cm     |       | Paris, École nationale supérieure des beaux arts              |
|         | Diagoras porté en triomphe par ses fils                                                      | 1814      |                |       | Localisation actuelle inconnue                                |
|         | Briséis rendue à Achille trouve dans sa chambre le corps de Patrocle                         | 1815      |                |       | Localisation actuelle inconnue                                |
|         | Œnone refuse de secourir Pâris au siège de Troie                                             | 1816      |                |       | Localisation actuelle inconnue                                |
|         | Hélène délivrée par Castor et Pollux                                                         | 1817      |                |       | Localisation actuelle inconnue                                |
|         | Le Sommeil d'Endymion                                                                        | 1822      | 111 x 95 cm    |       | Saint-Étienne, musée d'Art moderne                            |
|         | Le Levé de l'Aurore                                                                          | 1822      | 101 x 100 cm   |       | Saint-Étienne, musée d'Art moderne                            |
|         | L'atelier du peintre                                                                         | 1824      | 45,7 x 34,5 cm |       | Cherbourg, musée Thomas-Henry                                 |
|         | Roger délivrant Angélique                                                                    | 1824      | 227 x 179 cm   |       | Paris, musée du Louvre                                        |
|         | Épisode du Roland amoureux de Boiardo                                                        | 1831      | 227 x 163,5 cm |       | Amiens, musée de Picardie                                     |
|         | Claude Gueux rapportant à sa famille le pain volé                                            | 1834      | 40,8 x 33 cm   |       | Paris, maison de Victor Hugo                                  |
|         | Portrait d'Étienne-Jacques-Joseph-Alexandre MacDonald, capitaine aide de camp en 1792        | 1834      | 72 x 55 cm     |       | Versailles, musée national du château                         |
|         | Deux nymphes dans une barques                                                                | 1835      | 98 x 129 cm    |       | Bry-sur-Marne, mairie-école                                   |
|         | Portrait du marquis Desolle                                                                  | 1836      | 67 x 51 cm     |       | Paris, musée de l'Armée                                       |
|         | Le siège d'Ostende                                                                           | 1837      | 76 x 115 cm    |       | Paris, École militaire                                        |
|         | La bataille d'Hastembeck                                                                     | 1837      | 73 x 140 cm    |       | Versailles, musée national du château                         |
|         | Portrait de Madame Adélaïde (d'après Marie-Amélie Cogniet)                                   | 1839      | 134 x 102 cm   |       | Versailles, musée national du château                         |
|         | Portrait du Grand Condé                                                                      | 1839      | 49 x 36 cm     |       | Versailles, musée national du château                         |
|         | Portrait d'Henri de Bourbon, duc de Montpensier                                              | 1839      | 93 x 65 cm     |       | Versailles, musée national du château                         |
|         | Portrait de Claude de Lorraine, duc d'Aumale                                                 | 1839      | 64 x 54 cm     |       | Versailles, musée national du château                         |
|         | Portrait de Claire-Clémence de Maillé, princesse de Condé                                    | 1839      | 43 x 56 cm     |       | Versailles, musée national du château                         |
|         | Portrait d'Armand de Bourbon-Conti                                                           | 1839      | 43 x 32 cm     |       | Magny-les-Hameaux, musée national des Granges de Port-Royal   |
|         | Portrait d'Anne-Marie et Louis de Bourbon                                                    | 1839      | 129 x 140 cm   |       | Versailles, musée national du château                         |
|         | Portrait de Mademoiselle de Guise                                                            | 1839      | 38 x 31 cm     |       | Versailles, musée national du château                         |
|         | Portrait de Madame de Sévigné et de sa fille la comtesse de Grignan                          | 1839      | 68 x 137 cm    |       | Vitré, musée du château                                       |
|         | Portrait de Mademoiselle de Clermont                                                         | 1839      | 91 x 73 cm     |       | Paris, ministère des Finances                                 |
|         | Portrait de Nicolas-Bernard Guyot de La Cour, général de division                            | 1839      | 35 x 26 cm     |       | Paris, musée de l'Armée                                       |
|         | Portrait de Louise-Marie-Adélaïde de Bourbon, duchesse d'Orléans (d'après Charles Lepeintre) | 1839      | 251 x 167 cm   |       | Versailles, musée national du château                         |
|         | Portrait de la reine Marie-Amélie (d'après Louis Hersent                                     | vers 1839 | 132 x 102 cm   |       | Versailles, musée national du château                         |
|         | Portrait d'Adélaïde-Henriette de Savoie                                                      | 1840      | 49 x 32 cm     |       | Versailles, musée national du château                         |
|         | Blanche de Castille                                                                          | 1840      | 60 x 59 cm     |       | Versailles, musée national du château                         |
|         | Les trois sœurs de Mademoiselle de Montpensier                                               | 1840      | 59 x 172 cm    |       | Versailles, musée national du château                         |
|         | Portrait de Louis-Philippe, duc d'Orléans (d'après Louis-Michel Van Loo                      | 1840      | 108 x 92 cm    |       | Versailles, musée national du château                         |
|         | Portrait de Philippe V d'Espagne                                                             | 1840      | 83 x 60 cm     |       | Versailles, musée national du château                         |
|         | Portrait de Claude-Prosper Jolyot de Crébillon (d'après Jean-Baptiste André Gautier-Dagoty   | 1840      | 46 x 36 cm     |       | Versailles, musée national du château                         |
|         | Portrait de Louise-Marie-Adélaïde de Bourbon, duchesse d'Orléans                             | 1843      | 65 x 54 cm     |       | Versailles, musée national du château                         |
|         | Portrait de la princesse de Lamballe                                                         | 1843      | 66 x 54 cm     |       | Versailles, musée national du château                         |
|         | Portrait de Claude Perrault (d'après Philippe de Champaigne)                                 | 1843      | 63 x 52 cm     |       | Paris, Académie des Sciences                                  |
|         | Portrait de François Mansart (d'après Philippe de Champaigne)                                | 1843      | 63 x 52 cm     |       | Versailles, musée national du château                         |
|         | Portrait du comte d'Albany                                                                   | 1845      | 73 x 57 cm     |       | Versailles, musée national du château                         |
|         | Portrait du cardinal Jean de Bonzi                                                           | 1845      | 72 x 52 cm     |       | Versailles, musée national du château                         |
|         | Portrait de Louise-Maximilienne de Stolberg-Gedern, comtesse d'Albany                        | 1845      | 73 x 57 cm     |       | Versailles, musée national du château                         |
|         | Portrait d'Antoine de Richepance, général de division                                        | 1846      | 49 x 40 cm     |       | Paris, musée de l'Armée                                       |
|         | Portrait de Pierre Gassendi                                                                  | 1846      | 65 x 54,5 cm   |       | Versailles, musée national du château                         |
|         | Portrait du comte de Gassendi                                                                | 1847      | 64 x 53 cm     |       | Versailles, musée national du château                         |
|         | La Visitation                                                                                | 1848      |                |       | Cesny-aux-Vignes-Ouézy, mairie                                |
|         | Portrait de Marguerite, comtesse de Tyrol                                                    | 1849      | 21 x 18 cm     |       | Versailles, musée national du château                         |
|         | Portrait présumé de la marquise de Montesson en Source                                       |           |                |       | Paris, Direction générale des Douanes et des Droits indirects |
|         | Portrait de Félicité-Stéphanie du Crest de Saint-Aubin, comtesse de Genlis                   |           | 94 x 75,6 cm   |       | Versailles, musée national du château                         |
|         | Autoportrait                                                                                 |           | 65 x 54 cm     |       | Paris, musée du Louvre                                        |
|         | Le tête-à-tête dérangé                                                                       |           | 34 x 24,7 cm   |       | Dijon, musée national Magnin                                  |

- Assomption, château de Roussillon (Isère)